# Isla Terceira
La isla Terceira (en portugués, ilha Terceira; tradicionalmente en español y en desuso, isla Tercera), forma parte del archipiélago de las Azores, Portugal. Su nombre hace referencia a que fue la tercera isla del archipiélago en ser descubierta, después de la Santa María y la de San Miguel.
La isla tiene aproximadamente 18 km de ancho por 29 km de largo, con un perímetro de 90 km y una superficie de 396,75 km². El punto más alto se encuentra a 1022 m s. n. m. en la sierra de Santa Bárbara, en la zona Oeste. La capital de la isla es Angra do Heroísmo, siendo la segunda ciudad Praia da Vitória. Tiene 56.477 habitantes (censo de 2011).

## Historia

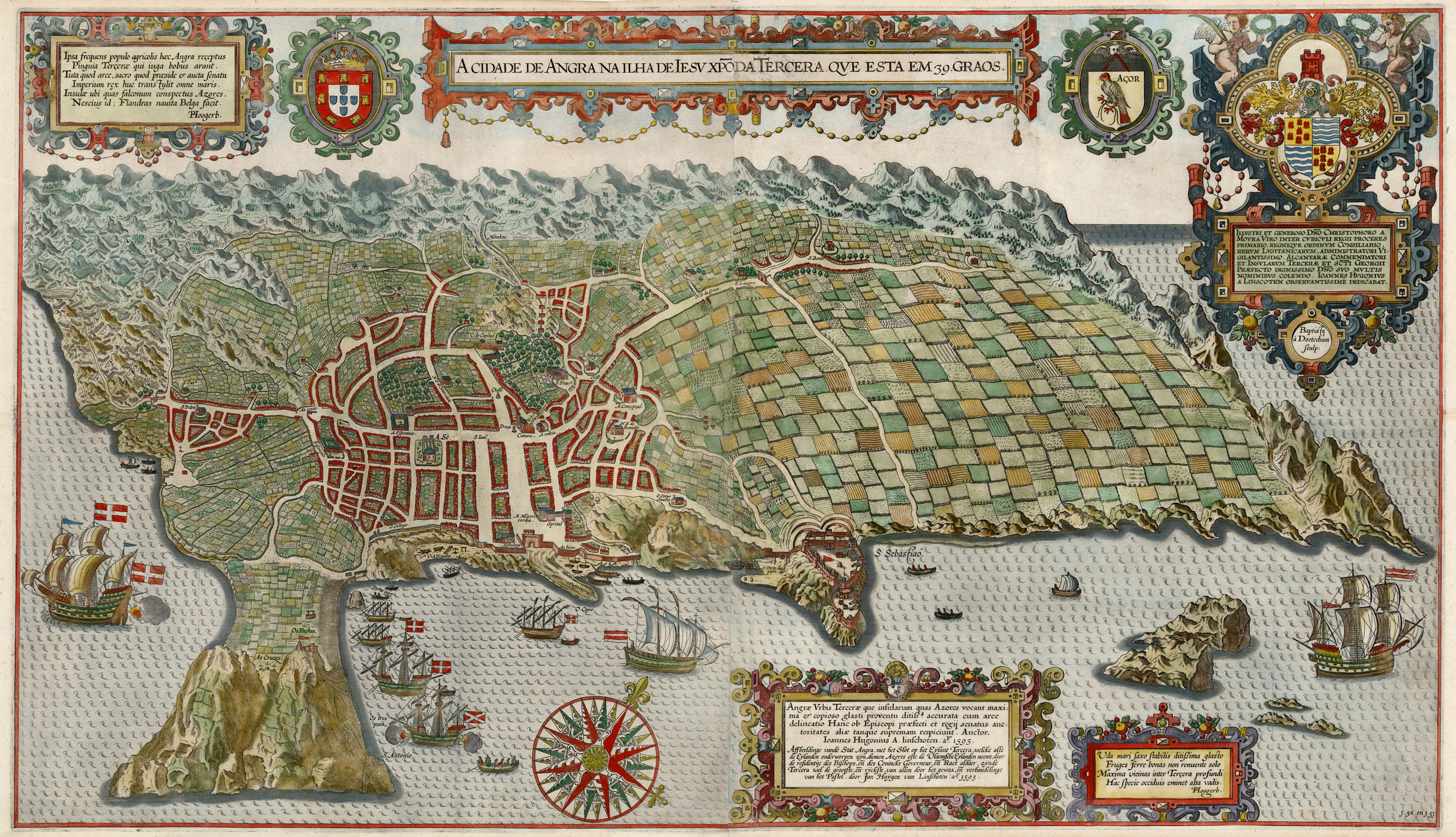
Grabado de Terceira de 1595.

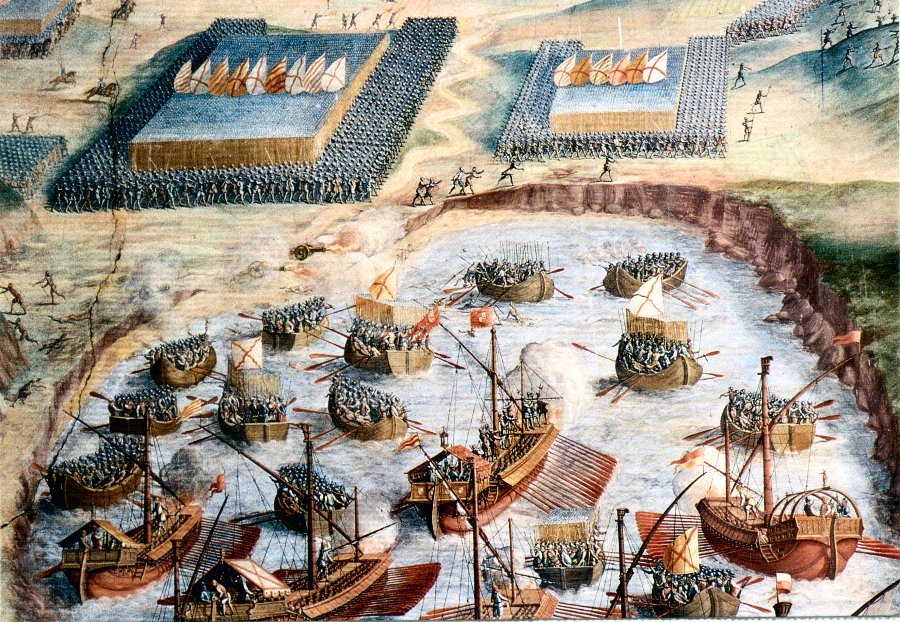
Tropas españolas desembarcando durante la Batalla de Terceira; mural en el Monasterio de San Lorenzo de El Escorial.

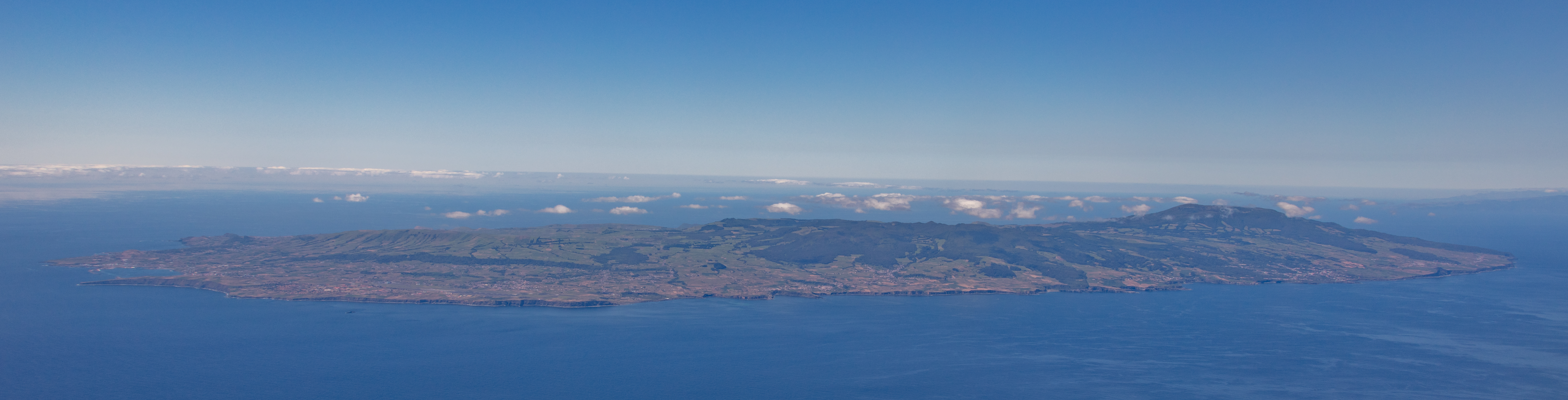
Vista aérea de la isla.

La isla fue descubierta entre 1430 y 1450 cuando los portugueses emprendieron el reconocimiento sistemático de todo el archipiélago.
En 1445, Enrique el Navegante instituido por el acto oficial, Jácome de Bruges, un caballero flamenco trabajó como asesor de Enrique, como donatario Isla Terceira. Posteriormente, unos 2000 flamencos se asentarán en la isla de Terceira en el siglo XV. A pesar de estos inmigrantes flamencos se habían adaptado rápidamente a las costumbres portuguesas y costumbres locales, su legado, a modo de herencia flamenca, permanece con molinos de viento y los rasgos físicos como el pelo rubio y ojos azules todavía persistentes hoy en la isla de Terceira, también llamado la isla de los flamencos.
La isla fue tomada por los españoles el 2 de agosto de 1583.
Hasta 1640 Terceira, entonces bajo dominio español, sirvió como punto de parada para galeones cargados de oro de vuelta de las Américas.
En 1589, la ciudad de Angra do Heroísmo fue atacada sin éxito por Francis Drake.
En 1597, Robert Devereux, II conde de Essex, fracasó en el ataque con un centenar de barcos de la flota española, refugiado en el puerto de Angra do Heroísmo.
El 27 de marzo de 1641, durante la guerra de Restauración portuguesa, el fuerte de San Sebastián es ocupado por los partidarios de los Braganza. Mientras que la fortaleza de San Juan Bautista, resistió un asedio hasta el 4 de marzo de 1642.
La isla desempeñó un papel importante en su base de Estados Unidos en los diversos conflictos en los que los EE. UU. estuvo involucrado desde la Segunda Guerra Mundial.
En 1980 un terremoto dañó la capital causando 71 víctimas.
El 17 de marzo de 2003, los líderes de Estados Unidos, George W. Bush, de Reino Unido, Tony Blair, y de España, José María Aznar, asistieron aquí a una cumbre crucial sobre la crisis de Irak.

## Geografía

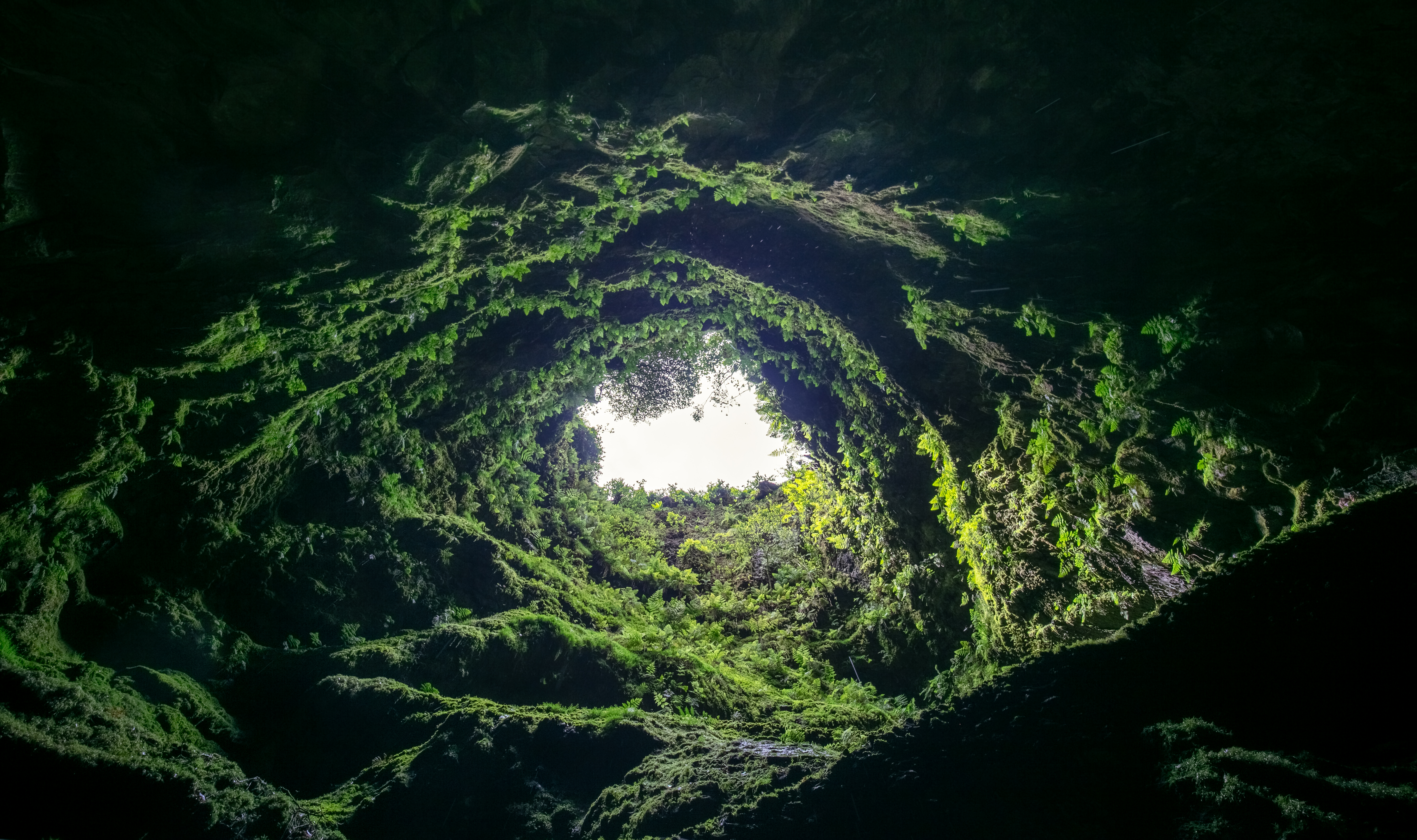
Cueva volcánica, Reserva Natural Geológica de Algar do Carvão.

### Geológica
La isla de Terceira consta de cuatro estratovolcanes superpuestos construidos sobre una estructura geológica llamada Terceira Rift: una triple unión entre las placas tectónicas euroasiática, africana y norteamericana. Estas estructuras volcánicas se elevan desde una profundidad de más de 1500 metros desde el suelo del Océano Atlántico. La datación por radiocarbono de las unidades eruptivas, en apoyo de la cartografía geológica, ha mejorado la cronología conocida de la actividad volcánica del Pleistoceno Medio y del Holoceno en la isla de Terceira, definiendo la progresión este-oeste del crecimiento de los estratovolcanes.

### Física
La isla tiene aproximadamente 18 km de ancho por 29 km de largo, con un perímetro de 90 km y una superficie de 396,75 km². El punto más alto se encuentra a 1022 m s. n. m. en la sierra de Santa Bárbara, en la zona Oeste.
La parte occidental de la isla de Terceira es más boscosa que la parte oriental, debido a los vientos predominantes del oeste que provocan una mayor precipitación en ese lado, lo que da como resultado bosques de Cryptomeria (Cryptomeria japonica). Otros puntos geomorfológicos de interés son las llanuras de Achada, los montes cercanos a Santa Bárbara, los pequeños lagos de Lagoa das Patas y Lagoa da Falca. La costa norte es un área marcada por evidencia de actividad volcánica con varios conos volcánicos, las piscinas de Biscoitos, mientras que el centro de la isla se destaca por el Algar do Carvão y Furnas do Enxofre que son populares entre los turistas y los geólogos. La mayor parte de la isla está rodeada por acantilados costeros de unos 20 metros de altura, excepto en la costa sur cerca de Angra do Heroísmo. Aquí, una erupción de lava basáltica en aguas poco profundas formó el cono de la toba del Monte Brasil, que protege y alberga el puerto de la capital de la isla. El cono tiene aproximadamente un kilómetro de diámetro y se eleva 205 metros sobre el lado occidental del puerto.

## Clima
El clima de Terceira es el típico insular, no solo por la inmensidad del mar que la rodea, sino por encontrarse en el límite de los vientos alisios y contraalisios. De las principales ciudades del archipiélago, Ponta Delgada, Horta y Angra do Heroísmo, esta es la de más elevada temperatura media anual, excediendo casi 1 °C a las otras dos: 18,06 °C, la oscilación térmica anual difiere poco de la del resto del archipiélago, que es de 12,54 °C, por lo que se puede asegurar que el clima se aparta un poco del tipo insular para acercarse al variable. En Angra la humedad media anual es de 81,4. La cuota de lluvia es inferior a Horta y las nieblas son frecuentes, pero más en las montañas que en el litoral.

## Economía
La economía de la isla es proporcionada por la agricultura, la pesca, así como los servicios y el turismo.
La isla exporta productos agrícolas o de la industria alimentaria, tales como conservas de pescado.
Los toros negros de Terceira son apreciados especialmente para las corridas de toros. Algunos ganaderos locales pertenecen a una asociación cuyo objetivo es preservar las técnicas de cultivo del pasado, desde el siglo XVI.

## Galería de imágenes

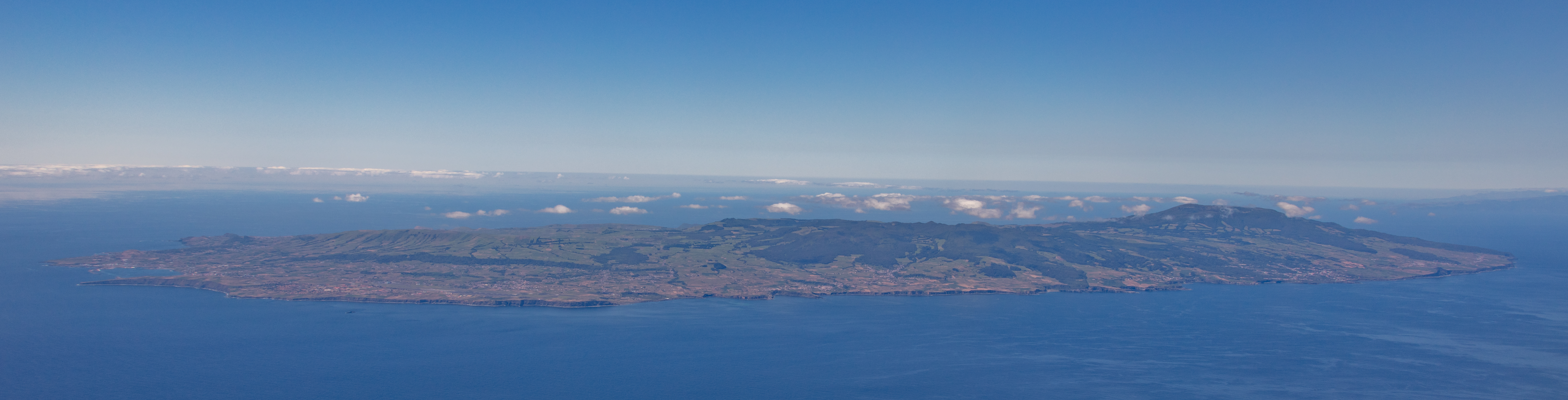
Vista aérea.
Vista de la isla de Terceira desde el miradouro da Serra do Cume.
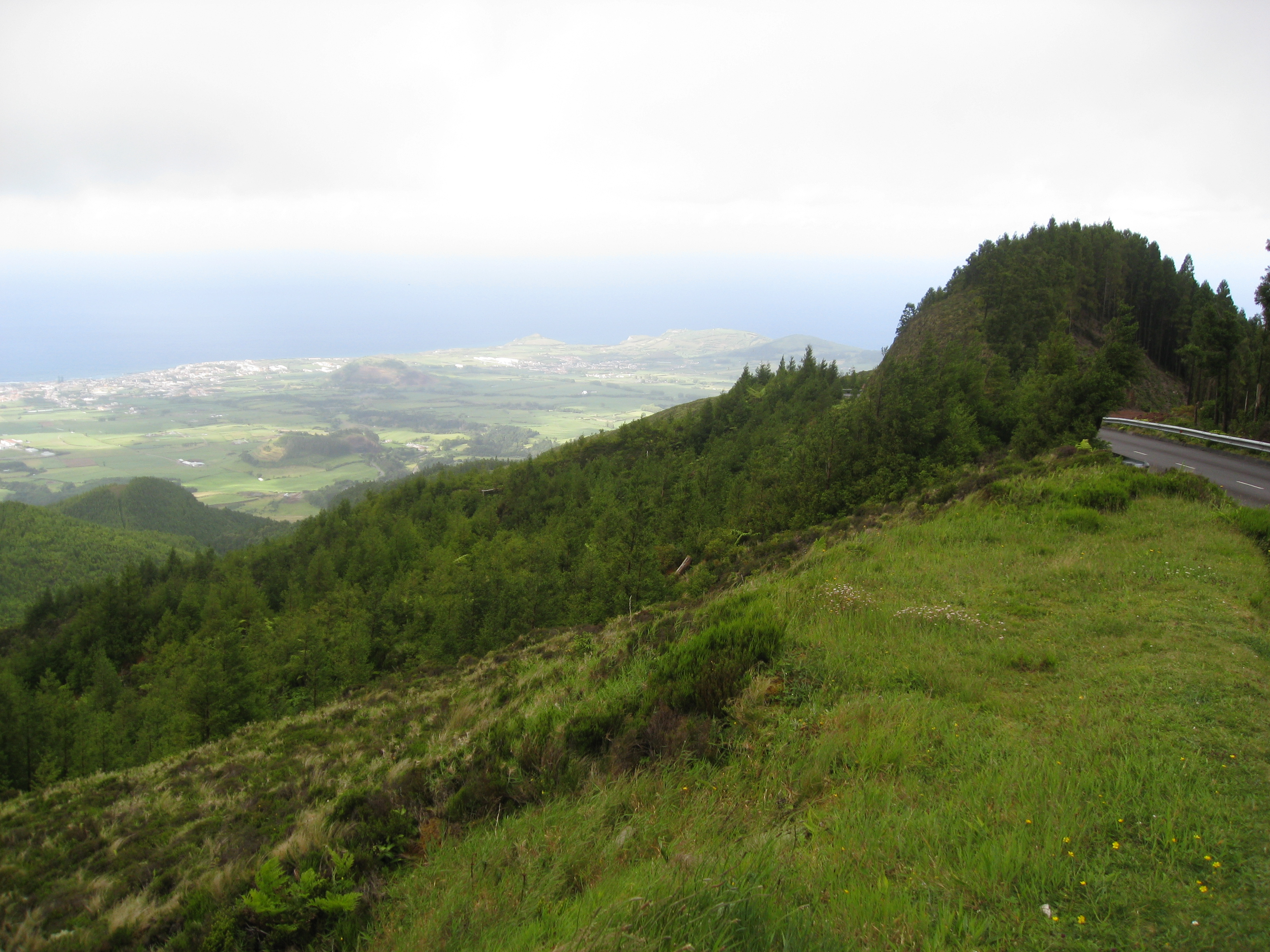
Sierra de Santa Bárbara, en el oeste de la isla.
Furnas do Enxofre, Angra do Heroísmo.
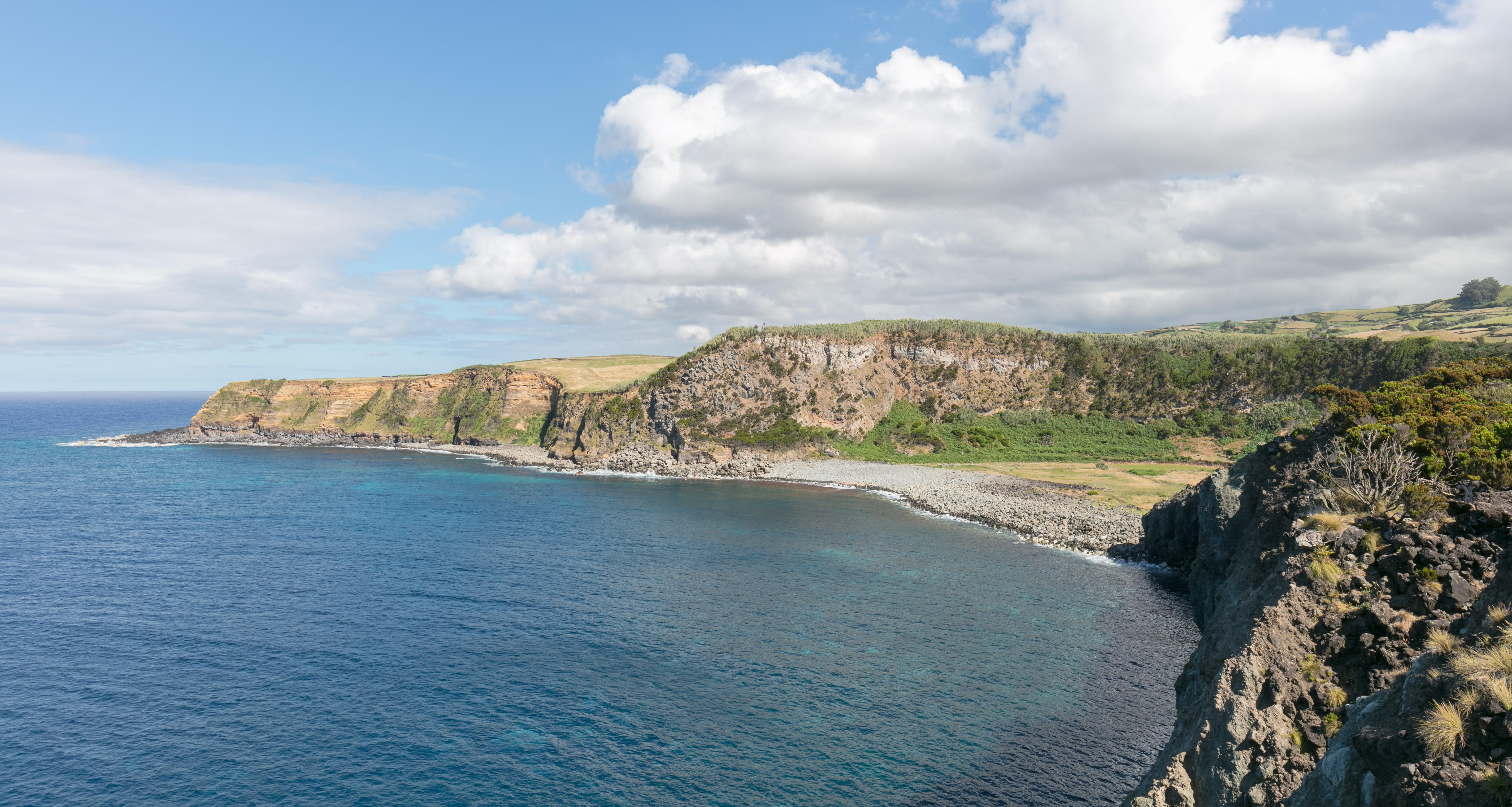
Baias de Agualva desde el miradouro de Alagoa.
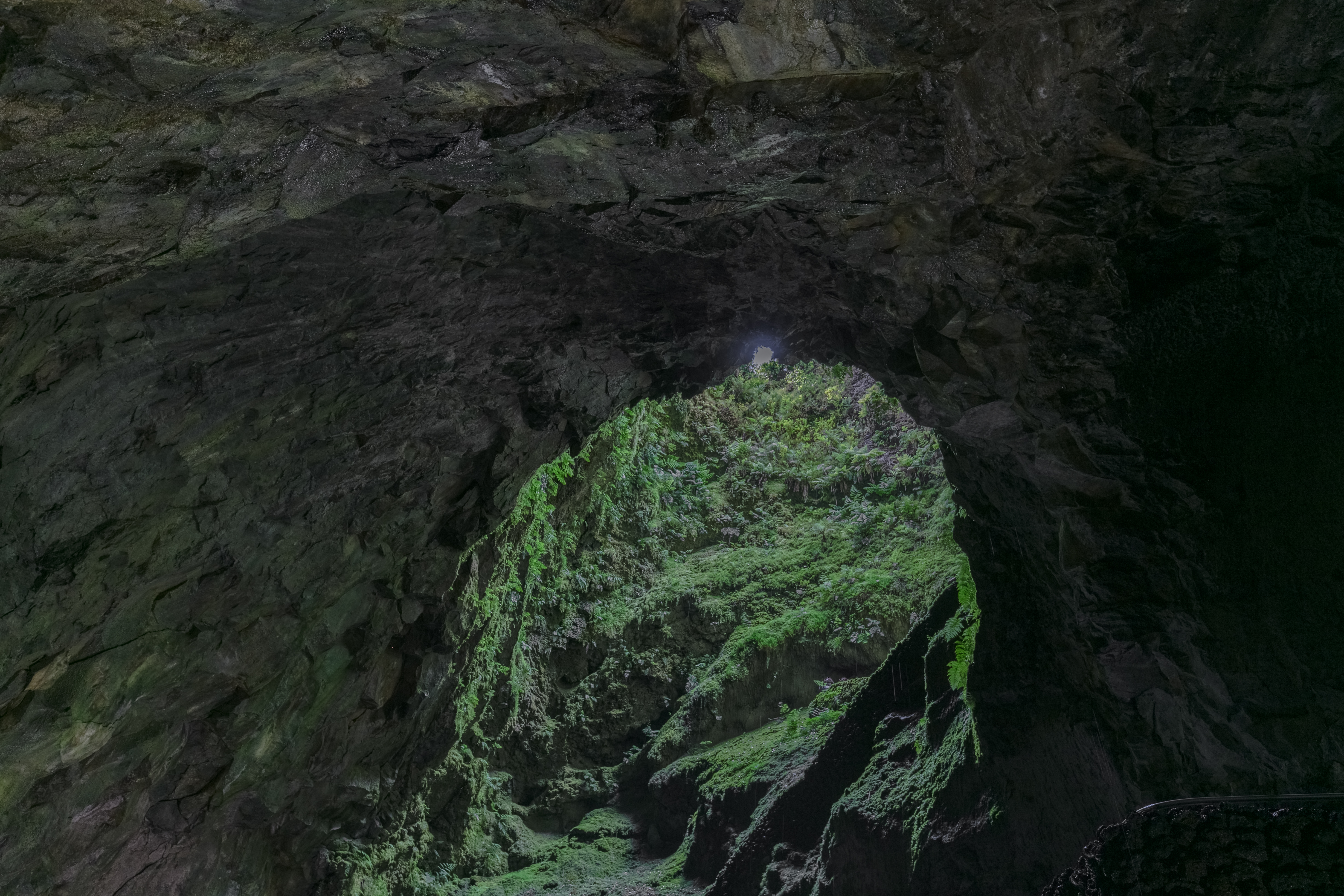
Algar do Carvão.
Vista de Praia da Vitória desde miradouro do Facho.

- Datos: Q215074
- Multimedia: Terceira (Azores) / Q215074